# Lam Siem
Lam Siem is een bestuurslaag in het regentschap Aceh Besar van de provincie Atjeh, Indonesië. Lam Siem telt 333 inwoners (volkstelling 2010).